# Сноррі Стурлусон
Заголовок цієї статті — це ісландське ім'я, де Сноррі — особове ім'я, а Стурлусон — ім'я по батькові. 
Сноррі Стурлусон (ісл. Snorri Sturluson, 1178 — 23 вересня 1241) — ісландський політик, поет-скальд, історіограф.

## Біографія
Сноррі двічі обирали закономовцем в Альтингу — ісландському парламенті.
Він був автором «Молодшої Едди» («Прозової Едди»), яка складається з «Видіння Гюльві» («Gylfaginning»), де оповідаються історії зі скандинавської міфології, «Мови поезії» («Skáldskaparmál»), книги поетичної мови, та списку форм віршів — «Háttatal». Він був також автором історії норвезьких королів «Коло Земне» («Heimskringla»), яка починається з «Саґи про Інґлінґів» — легендарної історії — й доходить до ранньосередньовічної скандинавської історії. Джерелом для останньої послужила праця Семунда Мудрого.
Як історик та міфограф Сноррі визначився, запропонувавши в «Молодшій Едді» теорію, за якою міфологічні боги починають діяти як людські військові лідери та королі, чиї місця поховань розвивають культи (евгемеризм). Оскільки люди прикликають мертвих військових лідерів, коли вони йдуть до битви, або мертвого короля, коли вони зустрічаються з труднощами у племені, вони починають шанувати цю постать. Врешті-решт, король або воїн пам'ятається тільки як бог. Він також припускав, що, оскільки племена перемагають інші, вони пояснюють свою перемогу, стверджуючи, що їхні власні боги вступили в бій з богами інших.
Сноррі був вихований Йоном Лофтсоном (Jón Loftsson) в Одді. Його одруження зробило його багатим чоловіком й 1206 року він оселився в селищі Рейкгольт (Reykholt). Залишки його ферми, зокрема його зовнішня гаряча ванна (Snorralaug), збереглися до деякої міри. Він швидко став відомим як поет, але був також успішним правником й від 1215 року став закономовцем, або президентом, ісландських законодавчих зборів і верховного суду.
Влітку 1218 року Сноррі приплив з Ісландії до Норвегії за королівським запрошенням. Там він познайомився з королем Гоконом IV, відвідував ярла Скуле Бардссона протягом зими, а влітку 1219-го зустрів його шведського колегу, закономовця Ескіля Маґнуссона з дружиною в місті Скара. Вони були пов'язані з королівським сімейством й надали істотної допомоги Сноррі в роботі над історією Швеції.
Сноррі був втягнутим у невдале повстання ярла Скулі проти короля Норвегії Гокона IV, яке призвело до вбивства Сноррі в його власному будинку в Рейкгольті агентом короля.
Небожем Сноррі був Стурла Тордарсон.

## Твори
- Сноррі Стурлусон.Edda Sæmundar (авдіозапис). (укр.)(ісл.)
- Heimskringla, bd 1-3, Reykjavik, 1941—1951.
- Snorri Sturluson (translated by Lee M. Hollander). (1991). Heimskringla: History of the Kings of Norway [Архівовано 12 листопада 2012 у Wayback Machine.]. University of Texas Press. ISBN 0-292-73061-6 (англ.)